# Sri-lankische Cricket-Nationalmannschaft in England in der Saison 2002
Die Tour der sri-lankischen Cricket-Nationalmannschaft nach England in der Saison 2002 fand vom 26. April bis zum 13. Juni 2002 statt. Die internationale Cricket-Tour war Teil der internationalen Cricket-Saison 2002 und umfasste drei Test Matches. England gewann die Testserie 2–0.

## Vorgeschichte
Für beide Mannschaften war es die erste Tour der Saison. Das letzte Aufeinandertreffen der beiden Mannschaften bei einer Tour fand in der Saison 2000/01 in Sri Lanka statt.

## Stadien
Für die Tour wurden folgende Stadien als Austragungsorte vorgesehen.
| Stadion                     | Stadt      | Kapazität | Spiele  |
| --------------------------- | ---------- | --------- | ------- |
| Edgbaston Cricket Ground    | Birmingham | 24.803    | 2. Test |
| Lord’s Cricket Ground       | London     | 30.000    | 1. Test |
| Old Trafford Cricket Ground | Manchester | 19.000    | 3. Test |

## Kader
Sri Lanka benannte seinen Kader am 2. April 2002.
England benannte seinen Kader am 11. Mai 2002.
| Test | Test |
| England | Sri Lanka |
| --- | --- |
| - Nasser Hussain (K) - Mark Butcher - Andy Caddick - Dominic Cork - John Crawley - Andrew Flintoff - Ashley Giles - Matthew Hoggard - Alec Stewart (wk) - Graham Thorpe - Marcus Trescothick - Alex Tudor - Michael Vaughan | - Sanath Jayasuriya (K) - Russel Arnold - Marvan Atapattu - Charitha Buddhika - Aravinda de Silva - Dilhara Fernando - Mahela Jayawardene - Muttiah Muralitharan - Ruchira Perera - Kumar Sangakkara (wk) - Hashan Tillakaratne - Eric Upashantha - Chaminda Vaas - Nuwan Zoysa |

## Tour Matches
| 26.–28. April Scorecard | Canterbury | Sri Lankans 375 (90.3) | – | Kent 419-6d (63.3) |
|                         |            | Remis                  |   |                    |

| 2.–4. Mai Scorecard | Northampton | Sri Lankans 383-8d (94) & 128-1d (24) | – | British Universities 216 (58.3) |
|                     |             | Remis                                 |   |                                 |

| 7.–9. Mai Scorecard | Chester-le-Street | Durham 469 (93.2) | – | Sri Lankans 167 (48.5) & 282-4 (60) (f/o) |
|                     |                   | Remis             |   |                                           |

| 11.–13. Mai Scorecard | Shenley | Sri Lankans 186 (50.4) & 281-4 (66) | – | Middlesex 274 (74) |
|                       |         | Remis                               |   |                    |

| 23.–26. Mai Scorecard | Cardiff | Sri Lankans 337-7 (99) | – | Glamorgan |
|                       |         | Remis                  |   |           |

| 6.–8. Juni Scorecard | Chesterfield | Marylebone Cricket Club 326-7d (86) & 93-0d (17) | – | Sri Lankans 127 (35.3) |
|                      |              | Remis                                            |   |                        |

## Test Matches

### Erster Test in London (Lord’s)
| 16.–20. Mai Scorecard | London | Sri Lanka 555-8d (169) & 42-1 (13) | – | England 275 (73.1) & 529-5d (191) (f/o) |
|                       |        | Remis                              |   |                                         |

### Zweiter Test in Birmingham
| 30. Mai–2. Juni Scorecard | Birmingham | Sri Lanka 162 (52.5) & 272 (89.1)              | – | England 545 (163.5) |
|                           |            | England gewinnt mit einem Innings und 111 Runs |   |                     |

### Dritter Test in Manchester
| 13.–17. Juni Scorecard | Manchester | England 512 (145.2) & 50-0 (5) | – | Sri Lanka 253 (92.3) & 308 (113.2) (f/o) |
|                        |            | England gewinnt mit 10 Wickets |   |                                          |

## Statistiken
Die folgenden Cricketstatistiken wurden bei dieser Tour erzielt.
| Tests                | Tests      | Tests   | Tests   | Tests   | Tests   | Tests   | Tests   | Tests   |
| Batting              | Batting    | Batting | Batting | Batting | Batting | Batting | Batting | Batting |
| Spieler              | Mannschaft | Spiele  | Innings | Runs    | Average | HS      | 100s    | 50s     |
| -------------------- | ---------- | ------- | ------- | ------- | ------- | ------- | ------- | ------- |
| Marcus Trescothick   | England    | 3       | 5       | 354     | 88,50   | 161     | 1       | 2       |
| Mark Butcher         | England    | 3       | 4       | 339     | 84,75   | 123     | 2       | 1       |
| Michael Vaughan      | England    | 3       | 5       | 285     | 71,25   | 115     | 1       | 1       |
| Marvan Atapattu      | Sri Lanka  | 3       | 6       | 277     | 55,40   | 185     | 1       | 1       |
| Mahela Jayawardene   | Sri Lanka  | 3       | 6       | 272     | 54,40   | 107     | 1       | 1       |
| Bowling              |            |         |         |         |         |         |         |         |
| Spieler              | Mannschaft | Spiele  | Overs   | Wickets | Average | BBI     | 5W      | 10W     |
| Matthew Hoggard      | England    | 3       | 133     | 14      | 32,07   | 5/92    | 1       | 0       |
| Alex Tudor           | England    | 2       | 64.5    | 9       | 17,66   | 4/65    | 0       | 0       |
| Muttiah Muralitharan | Sri Lanka  | 2       | 126     | 8       | 37,12   | 5/143   | 1       | 0       |
| Andy Caddick         | England    | 3       | 93      | 7       | 39,42   | 3/47    | 0       | 0       |
| Ashley Giles         | England    | 2       | 77.3    | 6       | 31,66   | 4/62    | 0       | 0       |
| Nuwan Zoysa          | Sri Lanka  | 2       | 77      | 6       | 43,16   | 3/93    | 0       | 0       |
| Andrew Flintoff      | England    | 3       | 107     | 6       | 52,00   | 2/27    | 0       | 0       |

## Player of the Series
Als Player of the Series wurden die folgenden Spieler ausgezeichnet.
| Serie | Player of the Series            |
| ----- | ------------------------------- |
| Test  | Mark Butcher Mahela Jayawardene |

### Player of the Match
Als Player of the Match wurden die folgenden Spieler ausgezeichnet.
| Spiel   | Player of the Match |
| ------- | ------------------- |
| 1. Test | Marvan Atapattu     |
| 2. Test | Matthew Hoggard     |
| 3. Test | Alex Tudor          |